# Falus András
Falus András (Budapest, 1947. június 9. –) Széchenyi-díjas magyar immunológus, egyetemi tanár, a Magyar Tudományos Akadémia rendes tagja. Az immunológia és a funkcionális genomika határterületének, valamint a komplementrendszer molekuláris genetikájának nemzetközi hírű kutatója. 1994-től a Semmelweis Orvostudományi Egyetem, majd a Semmelweis Egyetem Genetikai Sejt- és Immunbiológiai Intézete igazgatója. Hangai B. Artúr írói álnéven verseket publikál.

## Életpályája
1965-ben érettségizett, majd felvették az Eötvös Loránd Tudományegyetem Természettudományi Kara biológia szakára, ahol 1970-ben szerzett biológus diplomát. Ennek megszerzése után az Eötvös Loránd Tudományegyetem Összehasonlító Élettani tanszékén kezdett el tanársegédként dolgozni. Öt év után átment az Országos Reumatológiai és Fizioterápiás Intézet immunbiológiai osztályára, majd a molekuláris biológia osztály vezetőjeként távozott az intézettől 1994-ben. Első fontosabb publikációit is itt írta meg. 1994-ben habilitált, majd a Semmelweis Orvostudományi Egyetem Genetikai Sejt- és Immunbiológiai Intézetének tanszékvezetője és igazgatója lett, egyben megkapta egyetemi tanári kinevezését is. 1997 és 2000 között Széchenyi professzori ösztöndíjjal kutatott. 1980 és 1981 között az Odensei Egyetemen, 1984 és 1986 között a Harvard Egyetem Orvosi Karán, 1989-ben az Ószakai Egyetemen volt vendégkutató.
1983-ban védte meg a biológiai tudományok kandidátusi, 1990-ben akadémiai doktori értekezését. Az MTA Általános Immunbiológiai, a Biokémiai és Molekuláris Biológiai, valamint a Sejt- és Fejlődéstani Bizottságnak lett tagja. 2001-ben megválasztották a Magyar Tudományos Akadémia levelező, 2007-ben rendes tagjává. Emellett a Doktori Tanács tagja lett. Több tudományos társaság vezetője tagja volt: 1992 és 1995 között a Magyar Immunológiai Társaság elnökeként dolgozott, de tagja lett többek között a Magyar Biológiai Társaságnak, a Magyar Humángenetikai Társaságnak, a Magyar Biokémiai Egyesületnek, valamint az Amerikai Immunológiai Társaságnak és a Brit Immunológiai Társaságnak is. Az angliai Cytokine című szakfolyóirat szerkesztőbizottságának tagja volt, emellett dolgozott többek között az Acta Biologica Hungarica, a Biokémia, a The Immunologist, az Inflammation Research című szakfolyóiratoknál is. Utóbbinak egyik főszerkesztője is volt. Az International Immunology egyik európai szerkesztője is lett.

## Munkássága
Kutatási területei korábban a gyulladásos citokinek hatásmechanizmusa, a citokinreceptorok jelátvitelének molekuláris szerveződése voltak. Később elsősorban a hisztamin és sejtosztódás közötti kapcsolat, onkogenomikai és immungenomikai kérdések foglalkoztatják. Kiemelten kutatási területe a génhálózatok és a microRNS szabályozása. Érdeklődése a 2000-es évek vége felé a bioinformatika felé fordult. Publikációiban a genetika és genomika etikai és világnézeti kérdéseivel is foglalkozik.
Jelentősebb eredményei közé tartozik a hisztamin szabályozó szerepének elsőként történő igazolása a melanóma (a bőrrák egyik fajtája) növekedési faktoraként, valamint a hisztaminreceptorok ellentétes funkcionális jelentőségének kimutatása tumorburjánzásban. Sikerült hisztaminmentes, úgynevezett „knockout-egeret” előállítania és jellemeznie fenotípusát. A Semmelweis Genomikai Hálózat című előadássorozat egyik irányítója és szervezője lett 2001-ben. Irányításával eddig harminc fiatal szerezte meg PhD-fokozatát.
Több mint háromszáz tudományos publikáció szerzője vagy társszerzője. 1993 és 2007 között számos immunológiai tankönyvet írt és szerkesztett. Munkáit elsősorban magyar és angol nyelven adja közre. Két alkalommal a Mindentudás Egyeteme előadója volt.

## Családja
Nős, felesége Hajnal Anna. Házasságukból két leány-, illetve egy fiúgyermek született, tizenkettő unokája van.

## Díjai, elismerései
- Akadémiai Díj (1995)
- Markusovszky-díj (1996)
- Szentágothai János-díj (1998)
- Az Év Ismeretterjesztő Tudósa (2001)
- Széchenyi-díj (2006)
- Neumann János-díj (2006)
- Semmelweis Ignác-emlékérem (2008)
- A Magyar Érdemrend középkeresztje a csillaggal (2012)
- Hazám-díj (2022)[2]

## Főbb publikációi
- Constitutive and IL 1-regulated Murine Complement Gene Expression is Strain and Tissue Specific (társszerző, 1987)
- DNA Polymorphism of MHC III Genes in Inbred and Wild Mouse Strains (társszerző, 1987)
- Histamine: an Early Messenger in Inflammatory and Immune Reactions (Merétey Katalinnal, 1992)
- Immunológia, élettani és molekuláris alapok (1993)
- Histamine and Inflammation (1994)
- Az immunológia élettani és molekuláris alapjai (1996)
- Adj király katonát! Az immunrendszer mesés világa; Vince, Bp., 1999
- Hisztamin: a metabolom része, Székfoglalók a Magyar Tudományos Akadémián. (2001)
- Histamine:Biology and medical aspects(2004)
- Immunogenomics and Human Disease (2005)
- Fejezetek a genomléptékű biológiából és orvostudományból (2006)
- Clinical Applications of Immunomics (2008)
- Hangai B. Artúr: Kékbordó oltárok; Koinónia, Kolozsvár, 2009
- Hangai B. Artúr: Égig érő prímszavak; Scolar, Bp., 2011 (Scolar versek)
- A bizonyosságot kell keresni. Falus András akadémikussal beszélget Kapitány Katalin; Kairosz, Bp., 2015 (Miért hiszek?)
- Igék és Állítmányok (versek, 2017)